# Sachar Machrossenka
Sachar Sjarhejewitsch Machrossenka (belarussisch Захар Сяргеевіч Махросенка, international nach englischer Transkription Zakhar Makhrosenka; * 10. Oktober 1991) ist ein belarussischer Hammerwerfer.

## Karriere
Sachar Machrossenka gelang bisher sowohl ein nationaler als auch ein internationaler Erfolg.
So schleuderte Machrossenka das Sportgerät 2013 bei den U23-Europameisterschaften im finnischen Tampere 74,63 m weit, was ihm vor dem Ungarn Ákos Hudi (74,09 m) und Quentin Bigot aus Frankreich (74,00 m) den Gewinn der Goldmedaille sicherte, ehe er vier Jahre später in Hrodna mit einer Wurfweite von 75,56 m den belarussischen Meistertitel errang.